# Les Chemins de Maison haute
Les Chemins de Maison haute est un roman historique de Brenda Jagger, paru en 1980 au Royaume-Uni sous le titre The Clouded Hills et traduit et publié un an plus tard en France par les éditions Belfond. 
Premier tome d'une trilogie romanesque (il sera suivi par Le Silex et la Rose et Retour à Maison haute), il décrit le destin de Virginie Barforth (prénommée Verity dans la version originale) dont la vie est bouleversée lorsqu'à 16 ans son père et son frère sont assassinés sous ses yeux par des ouvriers chartistes. Héritière de la fortune et de l'usine familiale, elle devra se soumettre dans un premier temps à la voie qui lui est tracée (mariage d'intérêt, maternités précoces,...) avant de pouvoir faire ses propres choix.